# Госьцино
Госьцино (пол. Gościno) — місто в Польщі, адміністративний центр гміні Госьцино Колобжезького повіту Західнопоморського воєводства. Займає площу 5,7 км². Населення 2430 осіб (у 2004 році). Отримало статус міста 1 січня 2011 року.
| Польща | Це незавершена стаття з географії Польщі. Ви можете допомогти проєкту, виправивши або дописавши її. |